# Metrolit
Der Metrolit Verlag war ein deutscher Buchverlag mit Sitz in Berlin, der von 2012 bis 2016 existierte. Als Imprint des Aufbau Verlags konzentrierte sich Metrolit auf zeitgenössische Literatur, Popkultur, gesellschaftspolitische Themen und Graphic Novels.
Der Verlagsname ist ein Kofferwort aus Metropole und Kosmopolit. 

## Geschichte
Metrolit wurde 2012 unter der Leitung von Tom Erben gegründet, um ein jüngeres Publikum anzusprechen. Anfangs gab es auch eine Kooperation mit dem Radio-Sender Flux FM, um regelmäßig popkulturelle Impulse zu senden. Der Verlag veröffentlichte jährlich etwa 16 Titel und nutzte die Vertriebsstruktur des Mutterverlags Aufbau. Erben verließ den Verlag 2014 aufgrund Uneinigkeit in der strategischen Ausrichtung. Trotz moderner Ansätze in Covergestaltung und Themenauswahl stellte Metrolit, zuletzt geführt von Peter Graf, seine Tätigkeit aufgrund von nicht erreichten Umsatzzielen im Frühjahr 2016 ein. Metrolit zählte 112 Veröffentlichungen.

## Programm
Das Verlagsprogramm umfasste Werke von Autoren wie Katja Eichinger (Amerikanisches Solo), Dotschy Reinhardt (Everybody’s Gypsy), Ernst Haffner (Blutsbrüder) und Simone Lappert (Wurfschatten). 
Zudem erschienen unter anderem Kompendien wie SPEX – Das Buch. 33 1/3 Jahre Pop, herausgegeben von Anne Waak und Max Dax, eine inoffizielle Kraftwerk-Biografie von David Buckley und das Fotobuch Drei unbeschwerte Tage des Künstlers Max Kersting.
Metrolit zeichnete sich durch ein eigenständiges Buchdesign und ein halbjährlich erscheinendes Verlagsmagazin aus. Die bunten Buchdesigns wurden regelmäßig von der Design-Agentur Studio Grau aus Berlin entworfen.